# Nachičevanská autonomní sovětská socialistická republika

Nachičevanská

Nachičevanská autonomní sovětská socialistická republika (zkráceně Nachičevanská ASSR) (ázerbájdžánsky: Нахчыван Мухтар Совет Сосjалист Республикасы) byla autonomní republikou Sovětského svazu, která byla pod nadvládou Ázerbájdžánské SSR. Zřízena byla v roce 1924 a existovala až do roku 1990, když se z této ASSR stala po obnovení samostatnosti Ázerbájdžánu jeho exkláva – Nachičevanská autonomní republika.

Znak Nachičevanské ASSR